# Нанси-Маева нощна маймуна
Нанси-Маевата нощна маймуна (Aotus nancymaae) е вид бозайник от семейство Нощни маймуни (Aotidae).

## Разпространение
Видът е разпространен в Бразилия (Амазонас) и Перу.